# Nordøyane
Nordøyane ellere Nordøerne er en øgruppe i Ålesund kommune i det nordre Sunnmøre og ydre Romsdal i Møre og Romsdal fylke i Norge. Den omfatter øerne Harøy, Fjørtofta, Flemsøya (også kaldt Skuløya eller Longva), Haramsøya, Lepsøya. Afgrænsingen mod syd er  Breisundet. Øerne i Giske kommune (Valderøy og Vigra, Godøy og Giske) nævnes også som del af Nordøyane. Betegnelsen Nordøyane bruges særlig om de store øerne i den tidligere Haram kommune. Øerne i Giske kommune, som er nærmest Ålesund centrum, har færgefri fastlandsforbindelse med Ålesund mens de andre er knyttet sammen med bilfærger og hurtigbåde. Den planlagte Nordøyvejen (no) skal forbinde de nordligste øer med fastlandet via bro og tre undersøiske tunneller.
Sørøyane (Sydøerne) er øgruppen syd for Ålesund, med blandt andet Hareidlandet, Gurskøya og Runde. Mens Sørøyane er relativt fjeldrige, er Nordøyane til dels flade og har relativt store gårde.